# Kościół Starokatolicki we Włoszech
Kościół Starokatolicki we Włoszech (it: Chiesa vetero cattolica in Italia) – niezależny Kościół starokatolicki działający na terenie Włoch. Jedyna parafia (i zarząd) Kościoła – Oratorium Wszystkich Świętych znajduje się w Minervino di Lecce.